# キルロイ参上

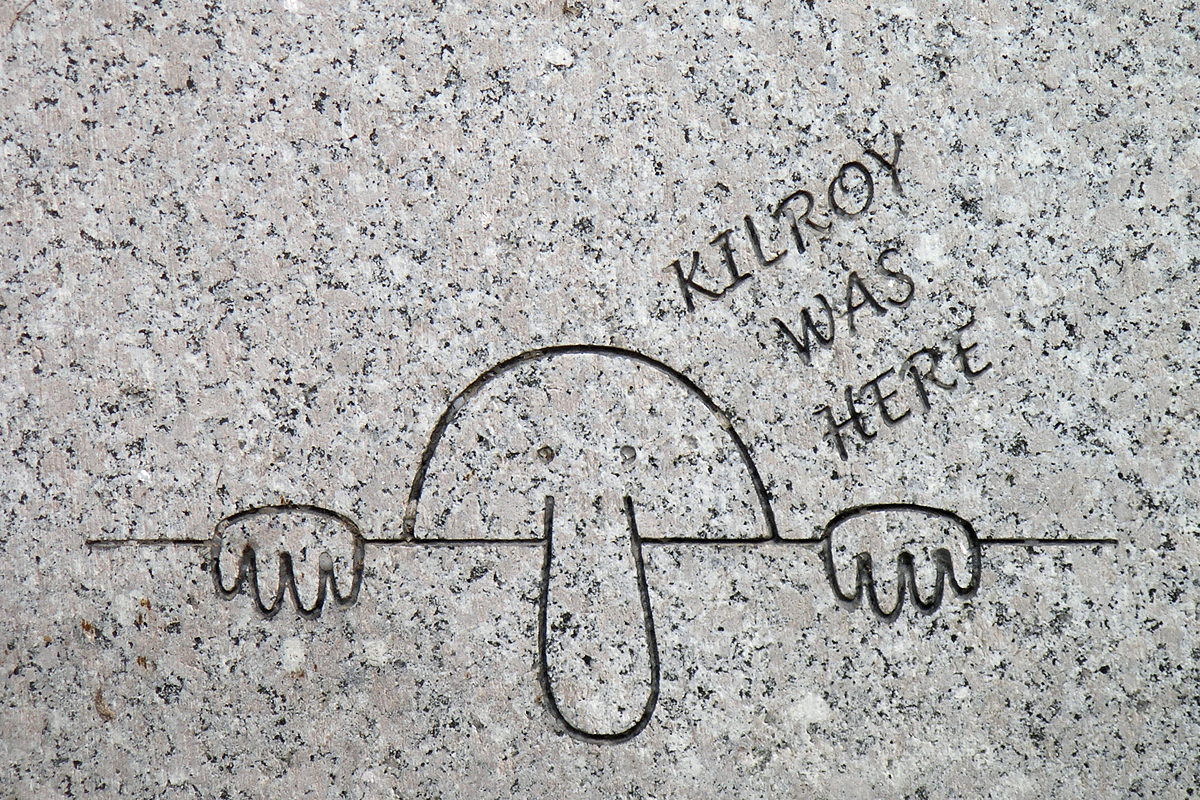
ワシントンD.C.の第二次世界大戦記念碑に見られるキルロイ参上の落書き

キルロイ参上（キルロイさんじょう、Kilroy was here、キルロイ・ワズ・ヒア）は、アメリカの大衆文化などで見られる句のひとつ。壁の向こうから長い鼻を垂らして覗く姿を伴った落書きとして描かれることが多い。その起源は諸説あるが、少なくとも第二次世界大戦の頃にはアメリカの各所で見られた。

## 概要
このフレーズはアメリカ軍の軍人が配備先や野営地などの壁または適当なところに書いた落書きが広まったとも言われ、 英語のことわざ辞典『Brewer's Dictionary of Phrase and Fable』 は、少なくともイギリスではアメリカの空輸軍団員が用いたと推測している。作家のチャールズ・パナティは「このいたずら感にあふれたツラとフレーズは国民的ジョークになった」と語り、続けて「これのとんでもないところは台詞にあるのではなく、予想外なところにまで現れる奇抜さにある」と述べている。
同じ構図のいたずら書きには、イギリスでは壁の向こうから覗きながら文句を垂れる「チャド」(Chad)と呼ばれるものもある。第二次世界大戦前のオーストラリアでは児童を中心に「キルロイ」の代わりに「フー」 (Foo) が登場したものが流行った。また チリにも同じようなものがあるが、こちらはカエルのような飛び出た眼から「サポ」（sapo、ヒキガエルの意）と呼ばれる。この他にも、カナダでは「クレム」、カリフォルニア限定で「オーバービー」なども見られた。最も流行した「キルロイ」を含め、これらは第二次世界大戦の記憶が薄れた1950年代には廃れたが、フレーズおよび落書きは古典的ミームとして、しばしば用いられることがある。

## 発祥の説

### J・J・キルロイ説
有力な説のひとつに、アメリカの造船所で働いていた検査官「ジェームス・J・キルロイ」が起源というものがある。第二次世界大戦中、彼はマサチューセッツ州クインシーのベスレヘム・スチール、フォアリバー造船所で、検査したリベットにチョークでつける印としてこのフレーズを用いたと言われる。工員は据付けたリベットの数に比例して賃金が支払われたため、印を消して二度カウントされようとする画策が横行した。キルロイは対抗上消しにくい黄色のクレヨンを用いるようになり、このサインは時が経過してもなかなか消えず残る結果になった。この頃、船は細かな箇所までは塗装されず軍に納品されていたため、特に通常は封鎖された区域などに整備のため立ち入った軍人たちは、殴り書きされた謎の署名を見つけるに至った。その多さと不可解性から、軍の中で「キルロイ」と彼のフレーズは一種の伝説として形成されたと思われる。そして、進駐地や作戦などで到達した場所にこのフレーズを残したと想像されている。 ニューヨーク・タイムズは、1946年頃に船を建造した印としてキルロイが残したサインであるとの記事を掲載した。その根拠として、封鎖区画など後に落書きをしようとする輩が決して立ち入ることが出来ない場所にあることを強調し、誰かに見せる目的で記したものではないと説明した。
1946年、アメリカの運輸会社が「キルロイ」なる人物を見つけた者に路面電車1両を賞品として探すイベントを開催した。J・J・キルロイは職場の同僚にかつぎ出されて名乗り出たが、応募した他の40人ともども本物の「キルロイ」と証明する術は彼には無かった。それでも賞を授与されたが、J・J・キルロイはたまたま家の前で遊んでいた9人の子供たちに賞品を譲り渡した。
Michael Quinion はこの「キルロイ」のフレーズと、別な発祥を持つ「チャド」の落書きが混ざり合い、現在多く用いられる図柄になったと主張している。この「チャド」は出典がはっきりしており、第二次世界大戦前のイギリスの漫画家、ジョージ・エドワード・チャタトンによる創作とみなされている。戦争中の物資や配給不足を皮肉り、壁の向こうから「なんでまた…が無いの?」「一体…はどこに?」とつぶやく図はイギリスでは広く知れ渡ったものだった。戦後の1950～60年代には広告に用いられる例もあり、屋内トイレ設置工事のポスターに「なんでまた家の中にトイレが無いの?」というコピーとともに使われたりもした。
この異説としては第二次大戦中のデトロイトにあった弾薬製造所に勤めたキルロイが、やはり完成した爆弾にこのセリフを書き込み、これが戦争中に広まったというものもある。

### 恋人を待つ男説
やはり第二次大戦時を舞台に、ボストンの造船所で働くアイルランド人のキルロイを起源とする説がある。J・J・キルロイと同じくリベットの点検職に就いていた彼のところにも召集令状が届いた。彼は毎夜馴染みのレストランで恋人と会い、時に妖精伝説などを語らい合いながら残された時間を大切に過ごした。そしてついに軍隊に召集される前夜、キルロイは恋人にプロポーズする決意を固めてレストランで待っていた。ところが、いつまで経っても彼女は姿を現さない。幾許かの時間が過ぎ、じっと待っていた彼はレストランの主人の許しを得て、いつものテーブルにリベットで「Kilroy was here（キルロイはここにいたよ）」とのメッセージと、彼女お気に入りだった長鼻を持つ妖精の絵を刻み込むと、ひとり立ち去った。この頃のボストンには戦地に赴く兵士や軍の関係者が多く滞在しており、このメッセージは彼らに強く印象づけられ広まったものと思われている。
なおキルロイは無事に帰国することができた。懐かしいレストランに現れた彼を見て、店の主人は恋人に連絡を取り、ふたりは再会した。あの夜、彼女は不測の交通事故で入院してしまいレストランに来られなかったのだった。キルロイのメッセージは恋人にしっかりと伝わっており、彼女は彼の帰還をずっと待っていた。
なお、この項の「伝説」は日本人による創作であり現地に伝わる伝説ではない。造り上げたのは医師で、宇宙飛行士向井千秋の夫である向井万起男。造り上げネット上に掲載されるまでの経緯は著書『謎の１セント硬貨真実は細部に宿るinUSA』に詳述されている。

### レッドソックス・ファン説

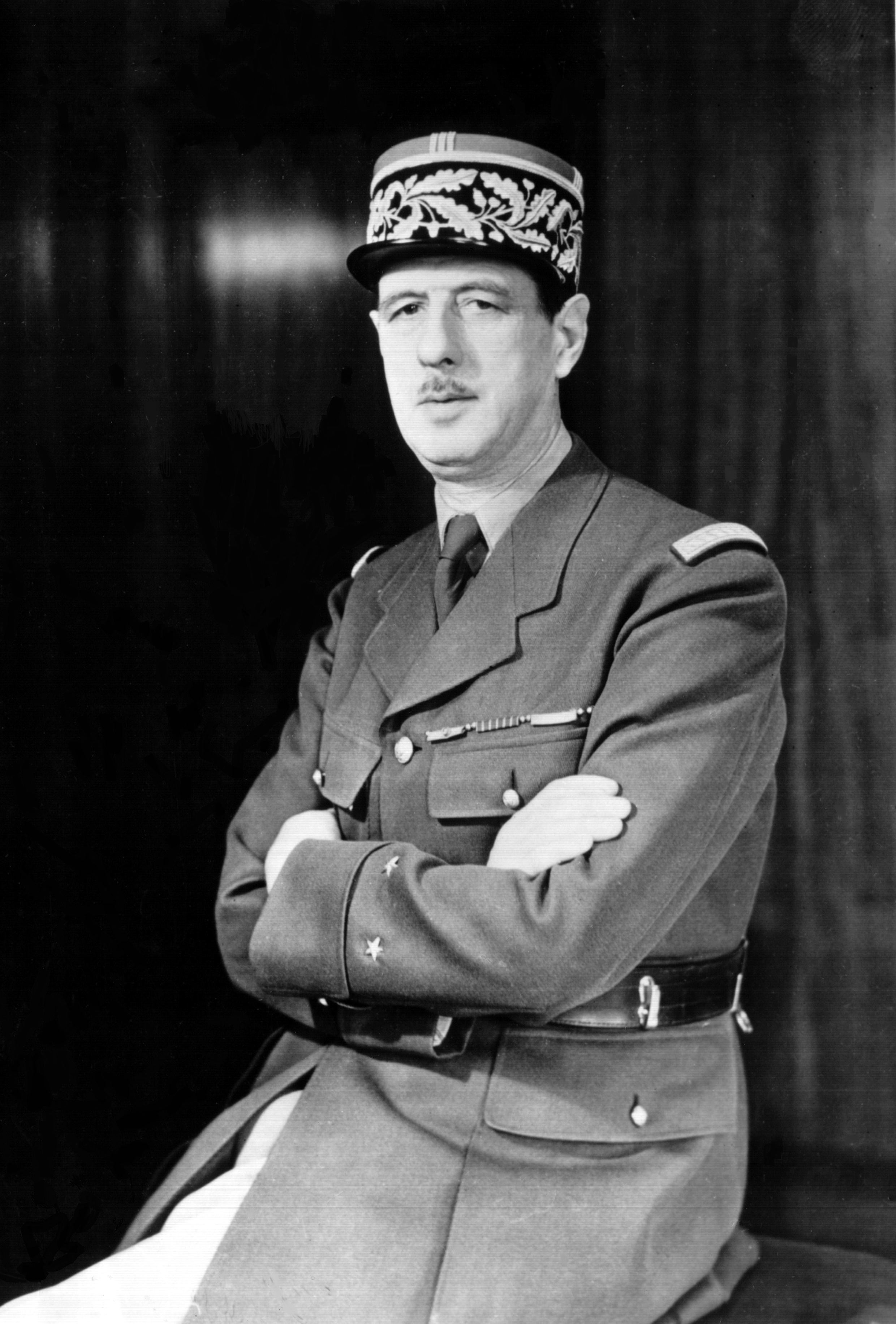
シャルル・ド・ゴール

これは壁の向こうから野球の試合を観戦する男性がモデルだとする説である。長鼻が特徴的なボストン在住のキルロイは大のレッドソックスファンで、学校を抜け出してはフェンウェイパークのレフトスタンド側の壁越しに試合を観戦していた。そんな彼も軍に召集され、砲撃手となった。ノルマンディー上陸作戦で彼の部隊がフランスに赴任したとき、そのシャルル・ド・ゴールばりの鼻がドワイト・D・アイゼンハワー最高司令官の目に止まった。フランス軍服を着た数人の兵士と張り子の本部の真ん中に、ひときわ立派なフランス人司令官然とキルロイはポーズを取り、敵のスパイをひきつけた。ドイツ軍はこのニセモノにも戦力を振り分け、手薄となったところを連合軍本体が攻め入り、作戦は成功を収めた。本物のシャルル・ド・ゴールとの面会を文字通り鼻と鼻を突き合わせるかのように済ませ、キルロイは部隊に戻った。仲間たちは攻撃されればひとたまりもなかっただろうキルロイを案じ、そこいらじゅうに「Kilroy was here」の殴り書きをしていた。戦後退役した彼は、愛するレッドソックスをグリーンモンスターの上から眺めながら応援し続けた。

## 噂
「キルロイ」に関しては第二次世界大戦にからんだ様々な都市伝説がある。ドイツ情報機関によってアメリカ軍捕虜の装備の中から頻繁に見つかったため、どんなところにでも容易に入り込む超人的な連合軍のスパイだとアドルフ・ヒトラーは信じていたという。また、ポツダム会議に臨んだスターリンは、控えに設置された専用の屋外トイレに最初に入り、用を足して出てきて一言「キルロイって誰だ?」と補佐官に聞いたともいう。また、あるドイツ将校は、数々の都市でその名を頻繁に目撃したため、もし「キルロイ」なる人物に遭遇することがあったら何者なのか聞いてみたいと思ったとの語りも伝わっている。
落書きのある場所についても様々な憶測が飛び交う。特に、ありえない場所について言及され、自由の女神像が持つ松明にあるとか、エトワール凱旋門や中国の盧溝橋に書かれているとか、ポリネシアの小屋で見ただとか、パリの下水道やジョージ・ワシントン・ブリッジの梁の高いところにあるだとか、果てはエベレスト山頂や月にも書かれていると言った奇想天外なものまである。このようなユビキタス的な広がりの背景には、第二次世界大戦時にあった枢軸国軍の侵攻に対する潜在的な脅威に抗う連合国民の心理が、自分たちが存在する証拠はいたるところにあるんだという噂に転化して流布し、これが今日まで姿かたちを変えて残存しているものと思われる

## 最近の「キルロイ」
一般には廃れた感のある「キルロイ参上」だが、軍隊の中では健在である。1991年の湾岸戦争では、クウェートに残された対空砲に描かれた「キルロイ」の落書きがある。また、2003年のイラク戦争では、ファルージャの学校の黒板に残された「キルロイ参上」が報道された。ここはアメリカ軍によって700人ものイラク市民が殺害された街であり、戦闘はこの学校でも行われた。落書きは「キルロイ」だけではなく、「We Love Pork（豚肉が大好きさ）」というイスラム教徒への侮蔑を含んだようなものもあった。

## 影響
最近こそ例が少なくなったが、キルロイ参上のフレーズおよびキルロイのキャラクターは多くの作品に用いられる著名な題材である。

### 小説・詩作
- アイザック・アシモフ1955年の短編『メッセージ』 (The Message) にはジョージ・キルロイなる30世紀の人物が登場し、時間を遡る旅をする。彼は第二次世界大戦当時のアフリカの海岸にこのフレーズを残す。この短編は『地球は空き地でいっぱい』 (Earth Is Room Enough) に収録されている。
- アシモフが撰したアンソロジー『100 Great Science Fiction Short Short Stories』に収録されているポール・ボンド作『The Mars Stone』では、火星に到達した人類が発見した石壁に刻まれた暗号を解読したところ、それは「KILROY WAS HERE」というメッセージだったとある。

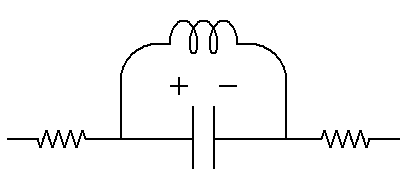
「キルロイ」調バンドパスフィルタ回路図

- トマス・ピンチョンの小説『V.』では、キルロイ参上の図はバンドパスフィルタの回路図が元だと述べている。
- ロバート・A・ハインラインの小説『栄光のスペースアカデミー』 (Space Cadet) の中で、最初に月に着陸した宇宙船の名前に「キルロイ参上」が使われている。
- ジョーゼフ・ヘラー著『Closing Time』と続編『キャッチ=22』ではシェルター内の落書き「キルロイ」についての描写がある。
- ピーター・ヴィエレックは詩『KILROY』を発表している。
- Scott Sigler の小説『EarthCore』では、ある登場人物が地下の洞窟に「キルロイ参上」のサインを残す。
- スティーヴン・キングの小説に登場する人物 Bango Skank は、しばしば「バンゴ・スカンク・ワズ・ヒア」のフレーズを残す。
- 小説『The Ghost Boy』では「キルロイ」の落書きの前を通り過ぎる描写がある。
- J・D・サリンジャーの小説『大工よ、屋根の梁を高く上げよ シーモア-序章-』では、地球を「この素晴らしい惑星…キルロイと、イエス・キリストとシェイクスピアがおわしたところ」と例えている。
- グレアム・ベース作の児童文学『The Eleventh Hour』（「土壇場」の意）に登場するネズミのキルロイは「キルロイ参上」の落書きを壁に残す。
- 佐藤大輔のレッドサン ブラッククロス密書において、駆逐艦キルロイという軍艦が登場する。
- 筒井康隆の長編小説『虚航船団』には、キルロイ卿という人物が登場する。
- 小松左京の短編小説『正当防衛』には、冒険家のジョージ・キルロイという人物の遺骸が登場する。
- グループSNEの小説シリーズ『百鬼夜翔』最終話『霧が開く黎明』には、都市伝説系妖怪として「究極の兵士キルロイ」が登場、軍事妖怪集団「キルロイ傭兵部隊」を率いる。

### 音楽
- テネシー・ウィリアムズ1953年発売の演奏『カミノ・レアル』 (Camino Real) では、一番目のステージでこの落書きを背景に使っている。
- ロックバンドのスティクスは1983年にアルバム『Kilroy Was Here』を発表した。このアルバムに収録された曲「Mr.Roboto」では「KILROY」との叫びが収録されている。
- ロックバンドザ・ムーブのデビューアルバム、およびキルビー・クラークのアルバムにも「Kilroy Was Here」という曲がある。
- テキサス州オースティンのパンク・ロックに「Kilroy Was Here」というバンドがある。

### 映画・TV・ミュージカル
- 映画『Kilroy was here』は2作、1947年にはフィル・カールソン監督[9]、1983年にはブライアン・ギブソンとジェリー・クレイマー監督[10]の製作がそれぞれある。
- アルフレッド・ヒッチコックは司会を務めたTVシリーズ『Alfred Hitchcock Presents』(1955年-1962年)28回目の放送の中で、自筆のこのフレーズを書いたメッセージを披露している。
- 『戦略大作戦』では銀行にキルロイの漫画が置いてある。ただしメッセージは「Up Yours」となっている。
- キルロイはシチュエーション・コメディ『となりのサインフェルド』第一話において、ジェリー・サインフェルドの冷蔵庫の脇に書かれていた。またBBC1984年放送の『The Young Ones』では登場人物のRikがしばしばこの落書きをしていた。
- 『パットン大戦車軍団』ではジョージ・パットン将軍の第3軍がバストーニュ救出に向かうシーンで、軍のトラックに「キルロイ」の落書きがされている。
- キルロイを主人公としたミュージカルがあり、この中で彼はOSS の工作員という設定となっている。
- 『Implementation』にはキルロイという名の兵士が登場する。[11]
- ティム・バートン監督の『バットマン』では、ジョーカーが「キルロイ参上」をもじり「Joker was here」と落書きをする。
- TVシリーズ『M*A*S*H』4シーズンでは、B.J.ハニカットがバスの窓から顔を半分出しているところに、ホークアイが「ちょっとじっとしてろ」と言い汚れた窓にキルロイの鼻を書き込むシーンがある。また『サンダーバード』のエピソード「死の大金庫」でも、牢獄の壁に書かれた「キルロイ参上」の落書きが見られる。『ドクター・フー』1968年の「The Invasion」では、ジャミーという登場人物が「キルロイ参上」と落書きをするシーンがある。
- 『ショーシャンクの空に』でブルックスが壁に彫った文字「BROOKS WAS HERE」は、「Kilroy Was Here（キルロイ参上）」のフレーズを捩ったものである。
- 『クレイマー、クレイマー』で、テッドが息子のビリーに子供のころの生活を聞かれたときに、町には「キルロイ」の落書きがあったと話している。

### 漫画・アニメ
- 『ピーナッツ』では、インク漏れのせいで文通相手への手紙をあきらめたチャーリー・ブラウンの背後からスヌーピーが近づき、猫と「キルロイ」のいたずら書きをする。またルーシーは「便器の底に書かれた不滅の言葉『キルロイ参上』を最初に書いた人物（＝祖母）」のレポートを作り学校で発表している。
- 『原始家族フリントストーン』では、クジラの口に呑まれたフレッドとバーニーがクジラの歯に「キルロイ参上」と彫り込む。
- マット・グレイニングは「キルロイ」を多用する一人である。『School is Hell』では、片耳ウサギのボンゴをこき下ろした「キルロイ」（ウサギの片耳つき）の落書きが教室の壁に書かれている。アニメ『フューチュラマ』「Roswell That Ends Well」の回でジョン・ゾイドバーグ先生がミサイルに描いたスケッチは「キルロイ」そっくりである。
- テックス・アヴェリー1947年の『デカ吉チビ助の野良犬狩り』(Hound Hunters) では、木の塀にチョークで書かれた「キルロイ参上」の文句がある。
- 『カルビンとホッブス』に、カルビンが丘の上に巨大な雪だるまを作る場面がある。この見かけは、丘に指を掛けて覗き込む「キルロイ」そのものだった。
- イギリスの有名な漫画『The Perishers』にはアドルフ・キルロイという亀のキャラクターが登場するが、彼が異様なまでにアドルフ・ヒトラーと外見が似ているのは、ヒトラーとキルロイに関する噂のパロディーと思われる。
- イタリアのコミック・ストリップ『Amok』が1948年にスウェーデンで発売された際、本の名前が『Kilroy』に変更され、初刊の表紙には「Kilroy är här!」（Kilroy is here!の意）というコピー文句が踊った。
- 1948年ワーナー・ブラザース製作の『Haredevil Hare』では、月にたどり着いたバッグス・バニーとマービン・ザ・マーシャンが「キルロイ」の落書きをする。
- ワガランナァーでは「キルロイ」に似た落書きが登場し、その中で「キルロイとはどんな存在か」と言う簡単な説明がされている。
- 『トムとジェリー』では、腹を減らした野良猫が缶詰を見つけ、フタを開けてみると中には食べ物はなく、"KILROY WAS HERE"と書かれていた。
- 『ドリフターズ』では、EASYの部屋のドアの雑多な落書きの中に「キルロイ」の落書きが混ざっていた。
- 『まりんこゆみ』では、演習中の海兵隊員の胸部に「キルロイ」の落書きがなされていた。
- 『予告犯』では、犯行の伏線(ヒント)のひとつとして「キルロイ」の落書きが使われていた。

### ゲーム
- ゲーム『Counter-Strike: Source』と『Day of Defeat: Source』、ファーストパーソン・シューティングゲームの『Return to Castle Wolfenstein』の画像の中にも「キルロイ」の落書きが見られる。
- 「キルロイ参上」の文句はゲーム『Crystal Caves』や、コモドール64用ゲーム『Killerwatt』『Labyrinth of the Creator』に使われている。『1942: The Pacific Air War』では、どの管制塔の底部にも「キルロイ参上」の落書きが見られる。
- プレイステーション用ゲーム『ベイグラントストーリー』の終盤で、長く罠だらけの迷路を抜けた先にある部屋の名として「キルロイ参上」が使われている。また製作したスクウェア・エニックスの複数のゲームには「キルロイ」の名を持つキャラクターが登場する。
- 『ブラザーインアームズ：ヘルズハイウェイ』では、兵士が戦場で描いた「キルロイ」を探す要素がある。

### その他
- ブダペスト工科経済大学の新入生研修には、ブダペスト市内を巡り課題を解くプログラムKGB（Kilroy Goes to Budapest）がある。
- ジェフ・マクフェトリッジがデザインしたナイキのプロモーションフィルム『The Mind Trip: There and Back』では「キルロイ」がメインキャラクターに採用されている[12]。さらにこのキルロイはナイキの「Champion Vandal」のシューズ箱やTシャツのデザインにも使われている。[13]
- クラシック・マックコンピュータのフリーソフトにデスクトップにキルロイを描画する「Kilroy」というソフトが存在し、一世を風靡した。
- ファミリーレストランのロイヤルホストを全国に展開していることで知られるロイヤルは、創業者の江頭匡一が、第二次世界大戦直後に米軍基地内で商品を販売していた経緯等あったことから、設立当時の社名を「キルロイ特殊貿易株式会社」と命名していた。